# セネガルの言語
セネガルの言語では、セネガルの言語事情について記述する。
セネガルは多言語国家である。エスノローグのデータベースでは36の言語がリストアップされている。
セネガルはかつてフランスの統治下にあり、独立後も公用語はフランス語のみである。フランス語は、主に行政、教育に用いられているが、一般的にセネガルではフランス語を理解する人口は多くはない。公用語とは別に、国語として位置づけられている言語は、 ウォロフ語、フラニ語（プラール語）、セレール＝シン語、ジョラ＝フォニ語、マンディンカ語、ソニンケ語、バランタ＝ガンジャ語、ハッサニア語、マンジャク語、マンカニャ語、ノーン語である。
ウォロフ語は、リングワ・フランカとして、セネガル全土で広く通用しており、母語および第二言語としての話者は、セネガル人口の80％以上をしめている。続いて、フラニ語が広く話されている。ジョラ語はカザマンス地方の主要言語である。